# Serie A 1966-1967 (pallacanestro femminile)
Il campionato di Serie A di pallacanestro femminile 1966-1967 è stato il trentaseiesimo organizzato in Italia.
La formula rimane invariata: le dieci squadre di Serie A si affrontano in partite di andata e ritorno; la prima classificata vince lo scudetto, le ultime due retrocedono in Serie B. Il Recoaro Vicenza vince il suo terzo scudetto consecutivo, battendo allo spareggio la Fiat Torino.

## Classifica
|  |     | Classifica finale 1966-1967 | Pt | G  | V  | P  | PtF  | PtS  |
|  | --- | --------------------------- | -- | -- | -- | -- | ---- | ---- |
|  | 1.  | Recoaro Vicenza             | 30 | 18 | 15 | 3  | 1118 | 786  |
|  | 2.  | Fiat Torino                 | 30 | 18 | 15 | 3  | 933  | 770  |
|  | 3.  | Standa Milano               | 26 | 18 | 13 | 5  | 972  | 835  |
|  | 4.  | Bristot Treviso             | 26 | 18 | 13 | 5  | 973  | 774  |
|  | 5.  | Lamborghini Bologna         | 18 | 18 | 9  | 9  | 802  | 791  |
|  | 6.  | Lanco Torino                | 14 | 18 | 7  | 11 | 891  | 936  |
|  | 7.  | Geas Sesto San Giovanni     | 14 | 18 | 7  | 11 | 841  | 932  |
|  | 8.  | Standa Ferrara              | 12 | 18 | 6  | 12 | 728  | 850  |
|  | 9.  | Pejo Brescia                | 10 | 18 | 5  | 13 | 785  | 880  |
|  | 10. | Mivar Trieste               | 0  | 18 | 0  | 18 | 551  | 1040 |

### Spareggio per il titolo
| Milano 30 marzo 1967 | Recoaro Vicenza | 51 – 41 | Fiat Torino |  |

### Verdetti
- A.S. Recoaro Vicenza campione d'Italia 1966-1967: Luigina Agostinelli, Lella Battistella, Bortolotto, Faggionato, Franzon, Marisa Gentilin, Nidia Pausich, Nicoletta Persi, Verdi, Maria Antonietta Viero.
- Pejo Brescia e Mivar Trieste retrocedono in Serie B. Bristot Treviso rinuncia all'iscrizione.